# 白果越桔
白果越桔（学名：Vaccinium leucobotrys），为杜鹃花科越桔属下的一个植物种。